# Innocenzo di Tortona
Innocenzo di Tortona (Tortona, 285 – 17 aprile 353) è venerato come santo dalla Chiesa cattolica.

## Biografia
Nato a Tortona nel 285, secondo la tradizione sarebbe appartenuto alla gens Quinzia, che aveva una villa suburbana nelle proprie terre presso il torrente Grue, territorio che in seguito da lui prese il nome di Valle di Sant'Innocenzo. La famiglia accolse e protesse i cristiani tortonesi durante la persecuzione di Diocleziano, durante la quale venne decapitato il vescovo san Giuliano.
Nel 303 Innocenzo sarebbe stato imprigionato e i suoi beni confiscati. Solo dopo l'editto di Costantino del  313 si sarebbe  recato a Roma per riavere i beni paterni, rivolgendosi a papa Silvestro. Questi lo ordinò diacono e il 24 settembre 325 lo consacrò vescovo della diocesi di Tortona.
Innocenzo riorganizzò i cristiani della città e delle campagne, costruendo numerose chiese: la basilica dedicata ai santi Sisto e Lorenzo sul colle sopra la città, la chiesa dei Dodici Apostoli, la chiesa di Santo Stefano protomartire, la chiesa di Santa Maria Canale con il battistero, la cattedrale, edificata al posto di una sinagoga, che venne demolita, sul luogo del martirio del vescovo Giuliano, fuori dalle mura, e abbandonata perché insicura nel X secolo. Con la sorella Innocenza fondò quello che in seguito sarebbe divenuto il monastero di Sant'Eufemia, sul colle
Sotto il suo episcopato vennero ritrovate, sulla riva sinistra dello Scrivia, le reliquie primo vescovo tortonese, san Marziano di Tortona.
Morì il 17 aprile del 353.

## Culto
Secondo il Martirologio romano il giorno dedicato al santo è il 17 aprile
Il santo vescovo è molto venerato nella città di Tortona . Nella sacrestia capitolare della cattedrale tortonese vi è un ciclo pittorico, composto da sei tele intitolato Storie di sant'Innocenzo.